# 栗林江麻
栗林 江麻（くりばやし えま、女性、1983年10月6日 - ）は、日本のクリケット選手。

## 来歴
東京都練馬区出身。幼年時からスポーツ万能で小学校在学中はサッカーとバスケットボール。中学ではソフトテニス。高校時代（埼玉県の星野女子高校）はソフトボール部で活動した。早稲田大学在学中にクリケットを始め、すぐに日本代表メンバーに登録された。
クリケット女子日本代表のキャプテンを務め、ニュージーランドや3度のオーストラリアへの留学経験を持つ。クリケットは2010年のアジア競技大会で正式種目に採用され、主将としてチームを3位入賞に導いた。
「オリンピックに出場したい」として、ロンドンオリンピックから正式種目となった女子ボクシングにも挑戦した。